# Paige Madden
Paige Madden (Jackson, 22 ottobre 1998) è una nuotatrice statunitense, vincitrice di due medaglie d'argento e di una medaglia di bronzo ai Giochi olimpici estivi.

## Palmarès
| Anno | Manifestazione          | Sede              | Evento           | Risultato | Prestazione | Note              |
| ---- | ----------------------- | ----------------- | ---------------- | --------- | ----------- | ----------------- |
| 2019 | Universiade             | Napoli            | 200 m sl         | Argento   | 1'58"31     |                   |
| 2019 | Universiade             | Napoli            | 4x200 m sl       | Oro       | 7'53"90     |                   |
| 2021 | Giochi olimpici         | Tokyo             | 400 m sl         | 7ª        | 4'06"81     |                   |
| 2021 | Giochi olimpici         | Tokyo             | 4x200 m sl       | Argento   | 7'40"73     |                   |
| 2021 | Mondiali in vasca corta | Abu Dhabi         | 200 m sl         | Bronzo    | 1'53"01     |                   |
| 2021 | Mondiali in vasca corta | Abu Dhabi         | 400 m sl         | 5ª        | 3'59"58     |                   |
| 2021 | Mondiali in vasca corta | Abu Dhabi         | 4x100 m sl       | 4ª        | 3'53"73     | [ 3 ]             |
| 2021 | Mondiali in vasca corta | Abu Dhabi         | 4x200 m sl       | Argento   | 7'36"53     |                   |
| 2023 | Giochi panamericani     | Santiago del Cile | 400 m sl         | Oro       | 4'06"45     | Record dei Giochi |
| 2023 | Giochi panamericani     | Santiago del Cile | 800 m sl         | Oro       | 8'27"99     | Record dei Giochi |
| 2023 | Giochi panamericani     | Santiago del Cile | 4x200 m sl       | Oro       | 7'55"26     |                   |
| 2023 | Giochi panamericani     | Santiago del Cile | 4x100 m sl mista | Argento   | 3'34"21     | [ 3 ]             |
| 2024 | Giochi olimpici         | Parigi            | 800 m sl         | Bronzo    | 8'13"00     |                   |
| 2024 | Giochi olimpici         | Parigi            | 4x200 m sl       | Argento   | 7'40"86     |                   |
| 2024 | Mondiali in vasca corta | Budapest          | 4x200m sl        | Oro       | 7'30"13     |                   |